# Пазарлийска крепост
Пазарлийската крепост (на гръцки: Κάστρο Μελανθίου) е средновековно отбранително съоръжение, разположено край кукушкото село Пазарлии (Мелантио), Северна Гърция.

## Местоположение
Развалините на крепостта са на горист хълм на 3 km северно-северозападно от Пазарли и на 4 km югоизточно от село Севендекли (дем Кукуш) (Епталофос). Мястото е с адекватна естествена защита – в подножето на хълма е сливът на два потока. Крепостта е отдалечена от всякакъв проход, както и от обработваема земя и очевидно основната причина за създаването на крепостта е била защитата на населението от вражески набези.

## История
Историята на крепостта не е известна и тя не е идентифицирана с нито една от известните от историческите извори. Строителната техника с употреба на неправилни камъни с хоросан, без тухли и някои повърхностни керамични находки показват, че крепостта не е антична, а от средновековен и по-точно от ранновизантийския период. Крепостта има прилики с някои крепости от същия период в Сярско. Тези крепости са строени в края на Pax Romana, понякога като тази на недостъпни места, през III или IV век сл. Хр. и по правило са изоставени най-късно през VI век, когато се засилват набезите на различните варварски племена.

## Архитектура
Крепостта е сравнително голяма. Обхваща площ от 26 ha, оградена с периметърна стена от 805 m, която е оцеляла почти по цялата си дължина, но предимно на ниска височина. Максималната дължина е 300 m и максималната ширина 120 m.
На върха на хълма има малко, леко повдигнато плато с развалини от кула и църква. Логично платото трябва да е било защитено от вътрешно укрепление, което обаче не е идентифицирано.
Градежът на стените e от неправилни полуобработени камъни и свързващ хоросан. Дебелината на зидовете достига 1,70 m.
На най-високата точка се виждат останките от кула, която е откъсната от останалата част на периметъра на укреплението. Входът на замъка, изглежда, е бил в югоизточния ъгъл и е подсилен с два контрафорса. На горното плато на хълма има и останки от малка еднокорабна църква. Около тази църква са открити гробове с форма на кутия, принадлежащи към малко гробище от неуточнена епоха.
Вътре не са намерени останки от други сгради. В укрепената зона също липсват отбранителни кули. Въпреки че големите размери на укреплението предполагат селище, липсата на сгради вътре и кули по периметъра поражда съмнения дали това наистина е селище.